# Madanga
Madanga is een geslacht dat lang werd gerekend tot de familie brilvogels. Volgens uitgebreid onderzoek dat in 2015 werd gepubliceerd is de soort uit dit geslacht, net als de enige soort uit het geslacht Amaurocichla, verwant aan de Kwikstaarten en piepers (Motacillidae). Daarom is de naam van de enige soort in dit geslacht veranderd.
De enige soort was:
- Madanga ruficollis - burupieper (was burubergbrilvogel)